# 象徵
象徵，是指以具體的事物或形象來間接表現抽象或其他事物的觀念。對象徵及象徵性言語的使用，存在於所有的人類文化當中，是普世文化通則的一部分。
英語中的「象徵」一詞為symbol，源自古希臘語動詞Symballein，意即「彙集」（To put together），其名詞則是Symbolon。
在中文，象徵是一種修辭法。但中文的「紅顏」一詞並非象徵，而是“借代”為美麗的女子。

## 象徵與標誌
1. 胡馬依北風，越鳥巢南枝。——不忘本（《古詩十九首》）
2. 奉帚平明金殿開，暫將團扇共徘徊。玉顏不及寒鴉色，猶帶昭陽日影來。——皇上的恩寵（王昌齡：《長信怨》）
3. 半畝方塘一鑑開，天光雲影共徘徊。問渠那得清如許，為有源頭活水來。——（朱熹《觀書有感》）

任何一種抽象的觀念、情感、看不見的事物，不直接予以指明，而透過某種社會大眾所認可的意象為媒介，間接加以陳述的表達方式，名之為「象徵」。
在語言學、藝術、文學和其它領域，「象徵」（Symbol）一詞历史悠久，但定意却存在分歧。
象徵（Symbol）與符號（Sign、Emblem）、隱喻（Metaphor）、或諷喻（Allegory）的意義不盡相同。